# 배터리식 전기자동차

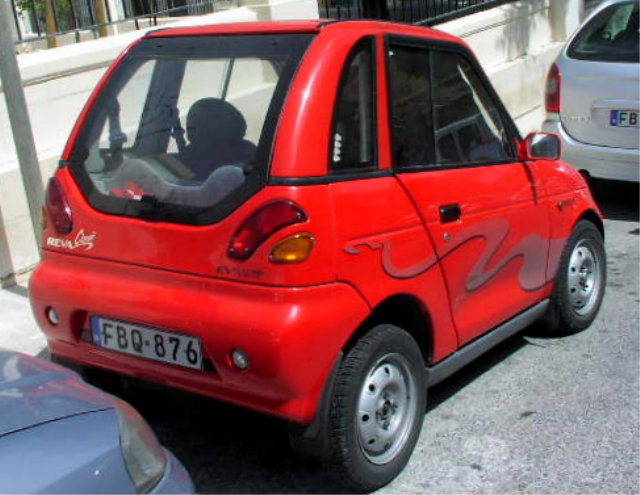
영국에서도 판매되고 있는 인도산 전기자동차 Reva

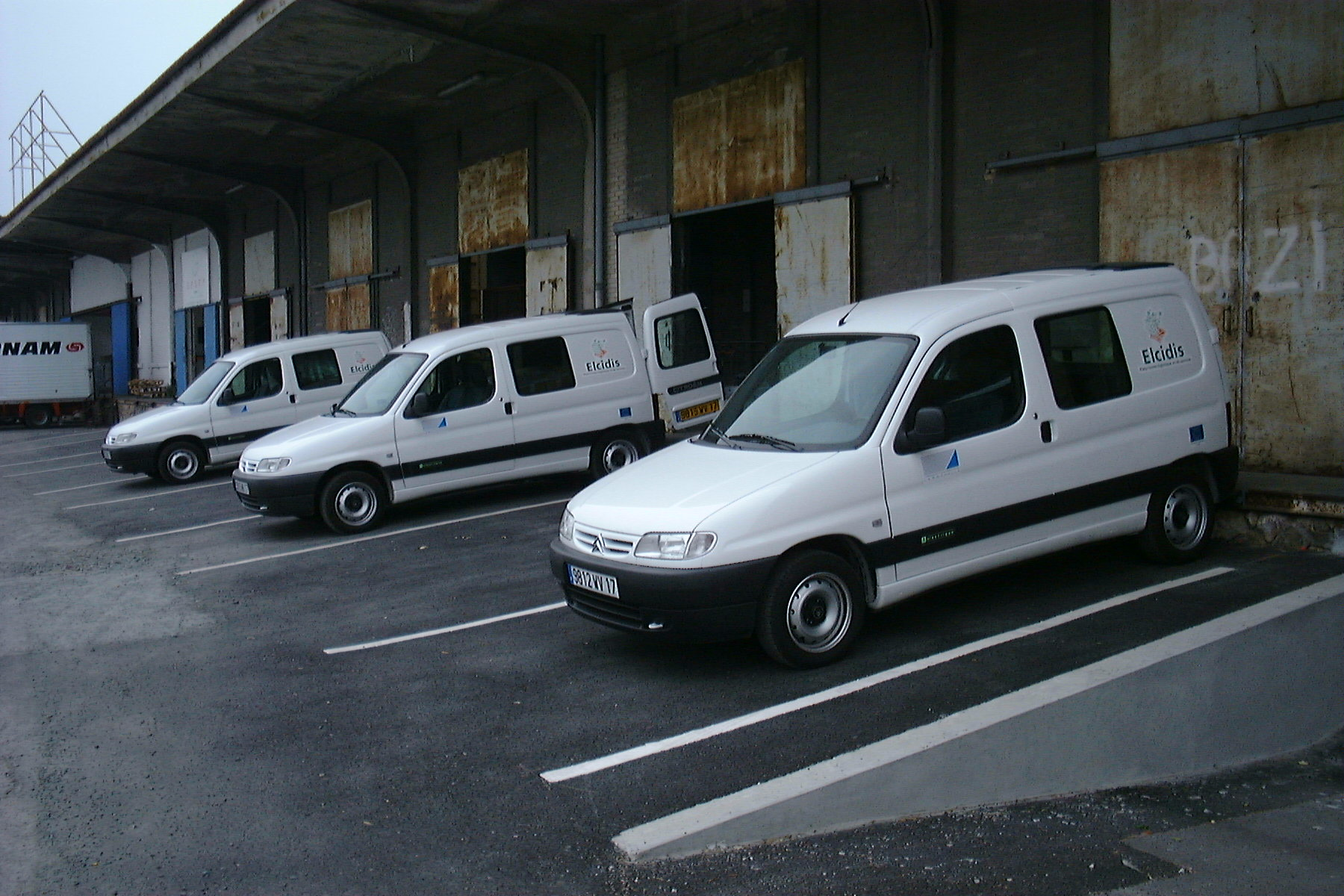
프랑스의 시트로앵에서 판매하는 전기자동차 Citroën Berlingo Electrique

배터리식 전기자동차(영어: battery electric vehicle, BEV, pure electric vehicle, only-electric vehicle, fully electric vehicle, all-electric vehicle)는 대한민국에서는 일반적으로 "전기자동차"라고 부르며, 전기 배터리와 전기 모터로 추진력을 얻는 자동차를 말한다. 충전소에서 배터리를 충전한다.

## 대한민국의 전기자동차 개발

### 현대자동차
1991년 11월 21일 현대자동차는 한국내에서는 최초의 전기자동차를 독자개발했다고 발표했다.
- 분류: 현대 전기자동차 1호
- 차종: 쏘나타
- 최고속도: 60km/h
- 주행거리: 70km
- 연구기간: 1년 11개월

1992년 6월 2일 현대자동차는 전기자동차 2호를 개발했다고 발표했다.
- 분류: 현대 전기자동차 2호
- 차종: 엑셀
- 최고속도: 100km/h
- 주행거리: 100km

1993년 3월 23일, 현대자동차는 전기자동차 3호와 4호 개발을 발표했다. 이로써, 1998년부터 미국 캘리포니아 주에서 시행할 예정인 전기자동차 의무판매규정에 대응할 수 있는 기술 기반을 확보하게 됐다고 밝혔다.
- 분류: 현대 전기자동차 3호
- 차종: 쏘나타
- 최고속도: 130km/h
- 주행거리: 120km

- 분류: 현대 전기자동차 4호
- 차종: 스쿠프
- 최고속도: 120km/h
- 주행거리: 140km

1996년 3월 18일 현대자동차는 니켈메탈수소전지를 장착한 전기자동차 개발을 발표했다.

- 차종: 엑센트 EV
- 최고속도: 140km/h
- 주행거리: 390km
- 시속 1백km까지 가속시간: 15초
- 1994년 1월 개발 시작
- 연구기간: 2년 2개월
- 연구인력: 15명
- 연구개발비: 10억 원

1997년 5월 7일 엑센트EV가 미국의 자동차 3사와 일본 혼다에 이어 세계 5번째로 미국 무공해차(ZEV)인증을 획득했다고 발표했다. 한국산 전기차가 CARB로부터 무공해차 인증을 받은 것은 이번이 처음이며 세계적으로는 미국 GM(EV-1), 포드(에코스타 EV), 크라이슬러(캐러밴 EV), 일본 혼다(EV플러스) 등이 이 인증을 받은 바 있다. 1997년 3월부터 캘리포니아 엘몬티 지역에서 배터리 용량, 주행거리, 동력성능, 충전기 및 에어컨 효율 등 총 11개 항목의 시험을 거쳐 무공해 공인을 받았다. 2000년 이전에 엑센트 EV 전기자동차를 양산할 계획이다. 그러나 차에 얹은 배터리 값만 해도 7천만∼8천만 원에 이르러 경제성은 거의 없다고 할 만하다.

## 같이 보기
- 자동차 배터리
- 전기차 배터리
- 전기차량 경고음
- 수소 자동차
- 도쿄 전력
- 무선 충전